# Onitis jossoi
Onitis jossoi är en skalbaggsart som beskrevs av Moretto 2010. Onitis jossoi ingår i släktet Onitis och familjen bladhorningar. Inga underarter finns listade i Catalogue of Life.